# Anna Kurska
Anna Maria Kurska z domu Modzelewska (ur. 24 sierpnia 1929 we Lwowie, zm. 25 sierpnia 2016 w Ustrzykach Dolnych) – polska prawniczka i polityk, adwokat, sędzia, działaczka opozycji demokratycznej w okresie PRL, senator V i VI kadencji.

## Życiorys
Pochodziła z rodziny ziemiańskiej. Ojciec Tadeusz Modzelewski (1867–1936), syn Narcyza i Klary z Weydlichów, był właścicielem majątku na dawnych ziemiach Rzeczypospolitej (pozostawionego po rewolucji październikowej na tzw. sowieckiej Ukrainie). Matka Teodora (1887–1969), córka Józefa Bernsteina vel Niemirowskiego i Anny z Sommersteinów, regionalistka i badaczka haftów, tkanin oraz strojów Warmii i Mazur, pochodziła z rodziny żydowskich kupców (jej bratem był Lewis Bernstein Namier).
Pierwsze 10 lat dzieciństwa spędziła w majątku Koszyłowce w powiecie buczackim, znajdującym się około 20 km od Buczacza. Tereny te po II wojnie światowej znalazły się na obszarze zachodniej Ukrainy w rejonie zaleszczyckim obwodu tarnopolskiego. W czasie II wojny światowej była działaczką Szarych Szeregów we Lwowie oraz uczestniczką powstania warszawskiego jako sanitariuszka (pseud. Marta).
Ukończyła w 1955 studia na Wydziale Prawa Uniwersytetu Warszawskiego. Po odbyciu aplikacji zdała egzamin sędziowski, orzekała w sądach w Tczewie i Malborku. W sierpniu 1980 przeszła do pracy w Sądzie Wojewódzkim w Gdańsku.
Od września 1980 działała w NSZZ „Solidarność”. Weszła w skład zarządu Regionu Gdańskiego związku. W związku z działalnością opozycyjną w stanie wojennym została odwołana ze stanowiska sędziego. Pracowała następnie w spółdzielniach kółek rolniczych województwa gdańskiego i elbląskiego. W 1988 uzyskała uprawnienia adwokata, praktykowała w Tczewie do 1990, kiedy to ponownie uzyskała nominację sędziowską.
Należała do Stowarzyszenia Godność. W wyborach samorządowych w 1998 uzyskała mandat radnej sejmiku pomorskiego z listy Akcji Wyborczej Solidarność. W 2001 została wybrana na senatora V kadencji w okręgu gdańskim z ramienia lokalnego „Komitetu Wyborczego Wyborców i Sympatyków Lecha Kaczyńskiego Prawo i Samorządność”. W tym samym roku wstąpiła do Prawa i Sprawiedliwości i weszła w skład rady politycznej tej partii. W Senacie zasiadała w Komisji Ustawodawstwa i Praworządności oraz w Komisji Spraw Emigracji i Łączności z Polakami za Granicą. Do 25 czerwca 2004 zasiadała w klubie senatorskim Blok Senat 2001, następnie została członkinią klubu parlamentarnego PiS.
W 2005 z ramienia PiS po raz drugi uzyskała mandat senatorski. Zasiadała w tych samych komisjach, co w poprzedniej kadencji, a także (do 15 listopada 2005) w Komisji Regulaminowej, Etyki i Spraw Senatorskich. W przedterminowych wyborach parlamentarnych w 2007 bez powodzenia ubiegała się o reelekcję.
W wyborach parlamentarnych w 2011 ubiegała się bezskutecznie o mandat senatora z ramienia PiS w okręgu wyborczym nr 66. Niedługo później została usunięta z partii. Należała potem do Solidarnej Polski, zasiadała przez kilka miesięcy w powołanej w grudniu 2013 radzie głównej tej partii. Z jej listy bez powodzenia startowała w wyborach do Parlamentu Europejskiego w 2014.

## Odznaczenia i upamiętnienie
W 2009, za wybitne zasługi w kształtowaniu państwa prawa, a w szczególności za działalność na rzecz zachowania praworządności w czasach PRL, została odznaczona przez prezydenta Lecha Kaczyńskiego Krzyżem Komandorskim Orderu Odrodzenia Polski. W 2016 pośmiertnie odznaczona przez Andrzeja Dudę Krzyżem Komandorskim z Gwiazdą Orderu Odrodzenia Polski oraz Krzyżem Wolności i Solidarności.
W 2019 jej wizerunek znalazł się na muralu „Kobiety Wolności” na stacji PKM Strzyża w Gdańsku.

## Życie prywatne
Była żoną Witolda Kurskiego, z którym miała dwóch synów: Jarosława oraz Jacka. Została pochowana na cmentarzu Srebrzysko w Gdańsku (rejon IV, taras I, rząd 1a, grób 45). Miała starszą siostrę Klarę (1925–1973).